# Беленус
Беленус (Belenus, Belinus, Belenos, Belinos, Belinu, Belanu, Bellinus, Belus, Bel) је у келтској митологији био бог сунца, светлости и лечења.

## Етимологија
Име Беленус потиче из гелика, од речи belo што значи сјај, стога се преводи као онај који блиста.

## Паралеле
Постоји сличност између Беленуса и Белату-Кадроса, али иако известан број стручњака сматра да је у питању исто божанство, нема сумње да је реч о два ентитета са различитим сферама деловања.
Права Беленусова паралела, ван келтских пантеона је римски бог Аполон, а неки од записа из гало-римског периода га и називају Аполон-Беленус.

## Култ
Беленус је био изузетно поштован у галским, бритским и келтским областима Италије, Француске и северне Шпаније. Њему посвећена светилишта су се могла наћи од Аквилеје на Јадрану до Киркби Лонсдејла у Енгелској.
Поред тога сто је био бог светлости и сунца, сматран је и исцелитељем, али и заштитником стада и пастира.
Његова супруга и пратилац је богиња Белисана.

## Празници
Најзначајнији празник посвећен овом богу је био Белтан, прослављан 1. маја, када су паљене велике ватре.

## Историјски остаци

### Записи
Постоји више од педесет записа о Беленусу, а махом су пронађени у Цисалпској Галији (данашња северна Италија), али и јужној Француској.